# Premier district congressionnel du Nebraska
Le 1er district congressionnel du Nebraska est un district de l'État américain du Nebraska qui englobe la majeure partie de son quart est, à l'exception d'Omaha et de certaines de ses banlieues, qui font partie du 2e district congressionnel. Il comprend la capitale de l'État, Lincoln, ainsi que les villes de Bellevue, Fremont et Norfolk. À la suite du recensement des États-Unis de 2010, le 1er district congressionnel a été modifié pour inclure une partie orientale du comté de Sarpy, tandis que le comté de Dakota était transféré au 3e district congressionnel. À la suite du recensement des États-Unis de 2020, le 1er district a été modifié pour inclure la partie est du comté de Sarpy et la totalité des comtés de Cass, Lancaster, Seward, Butler, Dodge, Colfax, Platte, Cuming, Stanton, Madison et le nord-est du comté de Polk pour inclure la ville d'Osceola.
Selon les lignes de redécoupage à la suite du recensement de 2010, l'indice CPVI pour le 1er district était R+11. Cependant, en 2022, le CPVI a ajusté la note du quartier à R+9, à la suite d'un redécoupage.

## Historique de vote
| Année | Poste      | Résultats              |
| ----- | ---------- | ---------------------- |
| 1992  | Président  | Bush 43,0 % – 29,0 %   |
| 1996  | Président  | Dole 50,0 % – 38,0 %   |
| 2000  | Président  | Bush 59,0 % – 36,0 %   |
| 2004  | Président  | Bush 63,0 % – 36,0 %   |
| 2008  | Président  | McCain 54,0 % – 44,0 % |
| 2012  | Président  | Romney 57,0 % – 41,0 % |
| 2016  | Président  | Trump 58,0 % – 36,0 %  |
| 2020  | Président  | Trump 56,0 % – 41,0 %  |
| 2022  | Gouverneur | Pillen 56,0 % – 41,0 % |

## Liste des représentants du district
| Membre                         | Parti       | Années                            | Congrès     | Histoire électorale |
| ------------------------------ | ----------- | --------------------------------- | ----------- | --- |
| District établi le 4 mars 1883 |             |                                   |             | |
| Archibald J. Weaver (en)       | Républicain | 4 mars 1883 - 3 mars 1887         | 48e , 49e   | Élu en 1882. Réélu en 1884. Retrait. |
| John A. McShane (en)           | Démocrate   | 4 mars 1887 - 3 mars 1889         | 50e         | Élu en 1886. Retrait pour se présenter comme Sénateur des États-Unis. |
| William J. Connell (en)        | Républicain | 4 mars 1889 - 3 mars 1891         | 51e         | Élu en 1888. Perd sa réélection. |
| William Jennings Bryan         | Démocrate   | 4 mars 1891 - 3 mars 1895         | 52e , 53e   | Élu en 1890. Réélu en 1892. Retrait pour se présenter comme Sénateur des États-Unis. |
| Jesse B. Strode (en)           | Républicain | 4 mars 1895 - 3 mars 1899         | 54e , 55e   | Élu en 1894. Réélu en 1896. Retrait. |
| Elmer Burkett (en)             | Républicain | 4 mars 1899 - 3 mars 1905         | 56e - 58e   | Élu en 1898. Réélu en 1900. Réélu en 1902. Réélu en 1904. Démissionne à la suite de son élection comme Sénateur des États-Unis. |
| Vacant                         | Vacant      | 4 mars 1905 - 18 juillet 1905     | 59e         | |
| Ernest M. Pollard (en)         | Républicain | 18 juillet 1905 - 3 mars 1909     | 59e , 60e   | Élu pour terminer le mandat de Burkett. Réélu en 1906. Perd sa réélection. |
| John A. Maguire (en)           | Démocrate   | 4 mars 1909 - 3 mars 1915         | 61e - 63e   | Élu en 1908. Réélu en 1910. Réélu en 1912. Perd sa réélection. |
| C. Frank Reavis (en)           | Républicain | 4 mars 1915 - 3 mars 1922         | 64e - 67e   | Élu en 1914. Réélu en 1916. Réélu en 1918. Réélu en 1920. Démissionne pour devenir Assistant spécial du Procureur Général des États-Unis. |
| Vacant                         | Vacant      | 3 juin 1922 - 7 novembre 1922     | 67e         | |
| Roy H. Thorpe (en)             | Républicain | 7 novembre 1922 - 3 mars 1923     | 67e         | Élu pour terminer le mandat de Reavis. Retrait. |
| John H. Morehead               | Démocrate   | 4 mars 1923 - 3 janvier 1935      | 68e - 73e   | Élu en 1922. Réélu en 1924. Réélu en 1926. Réélu en 1928. Réélu en 1930. Réélu en 1932. Retrait. |
| Henry C. Luckey (en)           | Démocrate   | 3 janvier 1935 - 3 janvier 1939   | 74e , 75e   | Élu en 1934. Réélu en 1936. Perd sa réélection. |
| George H. Heinke (en)          | Républicain | 3 janvier 1939 - 2 janvier 1940   | 76e         | Élu en 1938. Décès. |
| Vacant                         | Vacant      | 2 janvier 1940 - 19 avril 1940    | 76e         | |
| John H. Sweet (en)             | Républicain | 19 avril 1940 - 3 janvier 1941    | 76e         | Élu pour terminer le mandat de Heinke. Retrait. |
| Oren S. Copeland (en)          | Républicain | 3 janvier 1941 - 3 janvier 1943   | 77e         | Élu en 1940. Perd sa renomination. |
| Carl Curtis                    | Républicain | 3 janvier 1943 - 31 décembre 1954 | 78e - 83e   | Redécoupage depuis le 4e district et réélu en 1942. Réélu en 1944. Réélu en 1946. Réélu en 1948. Réélu en 1950. Réélu en 1952. Démissionne lorsque désigné Sénateur des États-Unis.                                                                          |
| Vacant                         | Vacant      | 31 décembre 1954 - 3 janvier 1955 | 83e         | |
| Phillip H. Weaver (en)         | Républicain | 3 janvier 1955 - 3 janvier 1963   | 84e - 87e   | Élu en 1954. Réélu en 1956. Réélu en 1958. Réélu en 1960. Perd sa renomination. |
| Ralph F. Beermann (en)         | Républicain | 3 janvier 1963 - 3 janvier 1965   | 88e         | Redécoupage depuis le 3e district et réélu en 1962. Perd sa réélection. |
| Clair A. Callan (en)           | Démocrate   | 3 janvier 1965 - 3 janvier 1967   | 89e         | Élu en 1964. Perd sa réélection. |
| Robert V. Denney (en)          | Républicain | 3 janvier 1967 - 3 janvier 1971   | 90e , 91e   | Élu en 1966. Réélu en 1968. Retrait. |
| Charles Thone                  | Républicain | 3 janvier 1971 - 3 janvier 1979   | 92e - 95e   | Élu en 1966. Réélu en 1968. Retrait. |
| Doug Bereuter (en)             | Républicain | 3 janvier 1979 - 31 août 2004     | 96e - 108e  | Élu en 1978. Réélu en 1980. Réélu en 1982. Réélu en 1984. Réélu en 1986. Réélu en 1988. Réélu en 1990. Réélu en 1992. Réélu en 1994. Réélu en 1996. Réélu en 1998. Réélu en 2000. Réélu en 2002. Démissionne pour devenir Président de "The Asia Foundation" |
| Vacant                         | Vacant      | 31 août 2004 - 3 janvier 2005     | 108e        | |
| Jeff Fortenberry               | Républicain | 3 janvier 2005 - 31 mars 2022     | 109e - 117e | Élu en 2004. Réélu en 2008. Réélu en 2010. Réélu en 2012. Réélu en 2014. Réélu en 2016. Réélu en 2018. Réélu en 2020. Démissionne après une condamnation criminelle.                                                                                         |
| Vacant                         | Vacant      | 31 mars 2022 - 12 juillet 2022    | 117e        | |
| Mike Flood                     | Républicain | 12 juillet 2022 - en cours        | 117e - 119e | Élu pour terminer le mandat de Fortenberry. Réélu en 2022. Réélu en 2024. |

## Résultats des récentes élections
Voici les résultats des dix précédents cycles électoraux dans le district.

### 2004
| Élection de 2004 du 1er district congressionnel du Nebraska | Élection de 2004 du 1er district congressionnel du Nebraska | Élection de 2004 du 1er district congressionnel du Nebraska | Élection de 2004 du 1er district congressionnel du Nebraska | Élection de 2004 du 1er district congressionnel du Nebraska |
| ----------------------------------------------------------- | ----------------------------------------------------------- | ----------------------------------------------------------- | ----------------------------------------------------------- | ----------------------------------------------------------- |
| Parti                                                       | Parti                                                       | Candidat                                                    | Votes                                                       | %                                                           |
|                                                             | Républicain                                                 | Jeff Fortenberry                                            | 143 756                                                     | 54,23                                                       |
|                                                             | Démocrate                                                   | Matt Connealy                                               | 113 971                                                     | 43,0                                                        |
|                                                             | Vert                                                        | Steve Larrick                                               | 7 345                                                       | 2,77                                                        |
| Total des votes                                             | Total des votes                                             | Total des votes                                             | 265 072                                                     | 100 %                                                       |
|                                                             | Les Républicains conservent                                 |                                                             |                                                             |                                                             |

### 2006
| Élection de 2006 du 1er district congressionnel du Nebraska | Élection de 2006 du 1er district congressionnel du Nebraska | Élection de 2006 du 1er district congressionnel du Nebraska | Élection de 2006 du 1er district congressionnel du Nebraska | Élection de 2006 du 1er district congressionnel du Nebraska |
| ----------------------------------------------------------- | ----------------------------------------------------------- | ----------------------------------------------------------- | ----------------------------------------------------------- | ----------------------------------------------------------- |
| Parti                                                       | Parti                                                       | Candidat                                                    | Votes                                                       | %                                                           |
|                                                             | Républicain                                                 | Jeff Fortenberry (sortant)                                  | 121 015                                                     | 58,36                                                       |
|                                                             | Démocrate                                                   | Maxine Moul                                                 | 86 360                                                      | 41,64                                                       |
| Total des votes                                             | Total des votes                                             | Total des votes                                             | 207 375                                                     | 100 %                                                       |
|                                                             | Les Républicains conservent                                 |                                                             |                                                             |                                                             |

### 2008
| Élection de 2008 du 1er district congressionnel du Nebraska | Élection de 2008 du 1er district congressionnel du Nebraska | Élection de 2008 du 1er district congressionnel du Nebraska | Élection de 2008 du 1er district congressionnel du Nebraska | Élection de 2008 du 1er district congressionnel du Nebraska |
| ----------------------------------------------------------- | ----------------------------------------------------------- | ----------------------------------------------------------- | ----------------------------------------------------------- | ----------------------------------------------------------- |
| Parti                                                       | Parti                                                       | Candidat                                                    | Votes                                                       | %                                                           |
|                                                             | Républicain                                                 | Jeff Fortenberry (sortant)                                  | 184 923                                                     | 70,36                                                       |
|                                                             | Démocrate                                                   | Max Yashirin                                                | 77 897                                                      | 29,64                                                       |
| Total des votes                                             | Total des votes                                             | Total des votes                                             | 262 820                                                     | 100 %                                                       |
|                                                             | Les Républicains conservent                                 |                                                             |                                                             |                                                             |

### 2010
| Élection de 2010 du 1er district congressionnel du Nebraska | Élection de 2010 du 1er district congressionnel du Nebraska | Élection de 2010 du 1er district congressionnel du Nebraska | Élection de 2010 du 1er district congressionnel du Nebraska | Élection de 2010 du 1er district congressionnel du Nebraska |
| ----------------------------------------------------------- | ----------------------------------------------------------- | ----------------------------------------------------------- | ----------------------------------------------------------- | ----------------------------------------------------------- |
| Parti                                                       | Parti                                                       | Candidat                                                    | Votes                                                       | %                                                           |
|                                                             | Républicain                                                 | Jeff Fortenberry (sortant)                                  | 116 871                                                     | 71,27                                                       |
|                                                             | Démocrate                                                   | Ivy Harper                                                  | 47 106                                                      | 28,73                                                       |
| Total des votes                                             | Total des votes                                             | Total des votes                                             | 163 977                                                     | 100 %                                                       |
|                                                             | Les Républicains conservent                                 |                                                             |                                                             |                                                             |

### 2012
| Élection de 2012 du 1er district congressionnel du Nebraska | Élection de 2012 du 1er district congressionnel du Nebraska | Élection de 2012 du 1er district congressionnel du Nebraska | Élection de 2012 du 1er district congressionnel du Nebraska | Élection de 2012 du 1er district congressionnel du Nebraska |
| ----------------------------------------------------------- | ----------------------------------------------------------- | ----------------------------------------------------------- | ----------------------------------------------------------- | ----------------------------------------------------------- |
| Parti                                                       | Parti                                                       | Candidat                                                    | Votes                                                       | %                                                           |
|                                                             | Républicain                                                 | Jeff Fortenberry (sortant)                                  | 174 889                                                     | 68,29                                                       |
|                                                             | Démocrate                                                   | Korey L. Reiman                                             | 81 206                                                      | 31,71                                                       |
| Total des votes                                             | Total des votes                                             | Total des votes                                             | 256 095                                                     | 100 %                                                       |
|                                                             | Les Républicains conservent                                 |                                                             |                                                             |                                                             |

### 2014
| Élection de 2014 du 1er district congressionnel du Nebraska | Élection de 2014 du 1er district congressionnel du Nebraska | Élection de 2014 du 1er district congressionnel du Nebraska | Élection de 2014 du 1er district congressionnel du Nebraska | Élection de 2014 du 1er district congressionnel du Nebraska |
| ----------------------------------------------------------- | ----------------------------------------------------------- | ----------------------------------------------------------- | ----------------------------------------------------------- | ----------------------------------------------------------- |
| Parti                                                       | Parti                                                       | Candidat                                                    | Votes                                                       | %                                                           |
|                                                             | Républicain                                                 | Jeff Fortenberry (sortant)                                  | 123 219                                                     | 68,82                                                       |
|                                                             | Démocrate                                                   | Dennis Crawford                                             | 55 838                                                      | 31,18                                                       |
| Total des votes                                             | Total des votes                                             | Total des votes                                             | 179 057                                                     | 100 %                                                       |
|                                                             | Les Républicains conservent                                 |                                                             |                                                             |                                                             |

### 2016
| Élection de 2016 du 1er district congressionnel du Nebraska | Élection de 2016 du 1er district congressionnel du Nebraska | Élection de 2016 du 1er district congressionnel du Nebraska | Élection de 2016 du 1er district congressionnel du Nebraska | Élection de 2016 du 1er district congressionnel du Nebraska |
| ----------------------------------------------------------- | ----------------------------------------------------------- | ----------------------------------------------------------- | ----------------------------------------------------------- | ----------------------------------------------------------- |
| Parti                                                       | Parti                                                       | Candidat                                                    | Votes                                                       | %                                                           |
|                                                             | Républicain                                                 | Jeff Fortenberry (sortant)                                  | 189 771                                                     | 69,45                                                       |
|                                                             | Démocrate                                                   | Daniel M. Wik                                               | 83 467                                                      | 30,55                                                       |
| Total des votes                                             | Total des votes                                             | Total des votes                                             | 273 238                                                     | 100 %                                                       |
|                                                             | Les Républicains conservent                                 |                                                             |                                                             |                                                             |

### 2018
| Élection de 2018 du 1er district congressionnel du Nebraska | Élection de 2018 du 1er district congressionnel du Nebraska | Élection de 2018 du 1er district congressionnel du Nebraska | Élection de 2018 du 1er district congressionnel du Nebraska | Élection de 2018 du 1er district congressionnel du Nebraska |
| ----------------------------------------------------------- | ----------------------------------------------------------- | ----------------------------------------------------------- | ----------------------------------------------------------- | ----------------------------------------------------------- |
| Parti                                                       | Parti                                                       | Candidat                                                    | Votes                                                       | %                                                           |
|                                                             | Républicain                                                 | Jeff Fortenberry (sortant)                                  | 141 172                                                     | 60,36                                                       |
|                                                             | Démocrate                                                   | Jessica McClure                                             | 93 069                                                      | 39,64                                                       |
| Total des votes                                             | Total des votes                                             | Total des votes                                             | 234 241                                                     | 100 %                                                       |
|                                                             | Les Républicains conservent                                 |                                                             |                                                             |                                                             |

### 2020
| Élection de 2020 du 1er district congressionnel du Nebraska | Élection de 2020 du 1er district congressionnel du Nebraska | Élection de 2020 du 1er district congressionnel du Nebraska | Élection de 2020 du 1er district congressionnel du Nebraska | Élection de 2020 du 1er district congressionnel du Nebraska |
| ----------------------------------------------------------- | ----------------------------------------------------------- | ----------------------------------------------------------- | ----------------------------------------------------------- | ----------------------------------------------------------- |
| Parti                                                       | Parti                                                       | Candidat                                                    | Votes                                                       | %                                                           |
|                                                             | Républicain                                                 | Jeff Fortenberry (sortant)                                  | 189 006                                                     | 59,52                                                       |
|                                                             | Démocrate                                                   | Kate Bolz                                                   | 119 622                                                     | 37,67                                                       |
|                                                             | Libertarien                                                 | Dennis B. Grace                                             | 8 938                                                       | 2,81                                                        |
| Total des votes                                             | Total des votes                                             | Total des votes                                             | 317 566                                                     | 100 %                                                       |
|                                                             | Les Républicains conservent                                 |                                                             |                                                             |                                                             |

### 2022 (Spéciale)
| Élection spéciale de 2022 du 1er district congressionnel du Nebraska | Élection spéciale de 2022 du 1er district congressionnel du Nebraska | Élection spéciale de 2022 du 1er district congressionnel du Nebraska | Élection spéciale de 2022 du 1er district congressionnel du Nebraska | Élection spéciale de 2022 du 1er district congressionnel du Nebraska |
| -------------------------------------------------------------------- | -------------------------------------------------------------------- | -------------------------------------------------------------------- | -------------------------------------------------------------------- | -------------------------------------------------------------------- |
| Parti                                                                | Parti                                                                | Candidat                                                             | Votes                                                                | %                                                                    |
|                                                                      | Républicain                                                          | Mike Flood                                                           | 61 017                                                               | 52,69                                                                |
|                                                                      | Démocrate                                                            | Patty Pansing Brooks                                                 | 54 783                                                               | 47,31                                                                |
| Total des votes                                                      | Total des votes                                                      | Total des votes                                                      | 115 800                                                              | 100 %                                                                |
|                                                                      | Les Républicains conservent                                          |                                                                      |                                                                      |                                                                      |

### 2022
| Primaire républicaine de 2022 du 1er district congressionnel du Nebraska | Primaire républicaine de 2022 du 1er district congressionnel du Nebraska | Primaire républicaine de 2022 du 1er district congressionnel du Nebraska | Primaire républicaine de 2022 du 1er district congressionnel du Nebraska | Primaire républicaine de 2022 du 1er district congressionnel du Nebraska |
| ------------------------------------------------------------------------ | ------------------------------------------------------------------------ | ------------------------------------------------------------------------ | ------------------------------------------------------------------------ | ------------------------------------------------------------------------ |
| Parti                                                                    | Parti                                                                    | Candidat                                                                 | Votes                                                                    | %                                                                        |
|                                                                          | Républicain                                                              | Mike Flood (sortant)                                                     | 61 265                                                                   | 73,8                                                                     |
|                                                                          | Républicain                                                              | Jeffrey Fortenberry (retrait non officiel)                               | 9 807                                                                    | 11,8                                                                     |
|                                                                          | Républicain                                                              | John Glen Weaver                                                         | 5 470                                                                    | 6,6                                                                      |
|                                                                          | Républicain                                                              | Thireena Yuki Connely                                                    | 3 353                                                                    | 4,0                                                                      |
|                                                                          | Républicain                                                              | Curtis Huffman                                                           | 3 062                                                                    | 3,7                                                                      |

| Primaire démocrate de 2022 du 1er district congressionnel du Nebraska | Primaire démocrate de 2022 du 1er district congressionnel du Nebraska | Primaire démocrate de 2022 du 1er district congressionnel du Nebraska | Primaire démocrate de 2022 du 1er district congressionnel du Nebraska | Primaire démocrate de 2022 du 1er district congressionnel du Nebraska |
| --------------------------------------------------------------------- | --------------------------------------------------------------------- | --------------------------------------------------------------------- | --------------------------------------------------------------------- | --------------------------------------------------------------------- |
| Parti                                                                 | Parti                                                                 | Candidat                                                              | Votes                                                                 | %                                                                     |
|                                                                       | Démocrate                                                             | Patty Pansing Brooks                                                  | 31 808                                                                | 86,5                                                                  |
|                                                                       | Démocrate                                                             | Jazari Kual Zakaria                                                   | 4 944                                                                 | 13,5                                                                  |

| Élection de 2022 du 1er district congressionnel du Nebraska | Élection de 2022 du 1er district congressionnel du Nebraska | Élection de 2022 du 1er district congressionnel du Nebraska | Élection de 2022 du 1er district congressionnel du Nebraska | Élection de 2022 du 1er district congressionnel du Nebraska |
| ----------------------------------------------------------- | ----------------------------------------------------------- | ----------------------------------------------------------- | ----------------------------------------------------------- | ----------------------------------------------------------- |
| Parti                                                       | Parti                                                       | Candidat                                                    | Votes                                                       | %                                                           |
|                                                             | Républicain                                                 | Mike Flood (sortant)                                        | 61 017                                                      | 52,7                                                        |
|                                                             | Démocrate                                                   | Patty Pansing Brooks                                        | 54 783                                                      | 47,3                                                        |
| Total des votes                                             | Total des votes                                             | Total des votes                                             | 115 800                                                     | 100 %                                                       |
|                                                             | Les Républicains conservent                                 |                                                             |                                                             |                                                             |

### 2024
| Primaire républicaine de 2024 du 1er district congressionnel du Nebraska | Primaire républicaine de 2024 du 1er district congressionnel du Nebraska | Primaire républicaine de 2024 du 1er district congressionnel du Nebraska | Primaire républicaine de 2024 du 1er district congressionnel du Nebraska | Primaire républicaine de 2024 du 1er district congressionnel du Nebraska |
| ------------------------------------------------------------------------ | ------------------------------------------------------------------------ | ------------------------------------------------------------------------ | ------------------------------------------------------------------------ | ------------------------------------------------------------------------ |
| Parti                                                                    | Parti                                                                    | Candidat                                                                 | Votes                                                                    | %                                                                        |
|                                                                          | Républicain                                                              | Mike Flood (sortant)                                                     | 61 265                                                                   | 73,8                                                                     |
|                                                                          | Républicain                                                              | Michael Connely                                                          | 5 470                                                                    | 6,6                                                                      |

| Primaire démocrate de 2024 du 1er district congressionnel du Nebraska | Primaire démocrate de 2024 du 1er district congressionnel du Nebraska | Primaire démocrate de 2024 du 1er district congressionnel du Nebraska | Primaire démocrate de 2024 du 1er district congressionnel du Nebraska | Primaire démocrate de 2024 du 1er district congressionnel du Nebraska |
| --------------------------------------------------------------------- | --------------------------------------------------------------------- | --------------------------------------------------------------------- | --------------------------------------------------------------------- | --------------------------------------------------------------------- |
| Parti                                                                 | Parti                                                                 | Candidat                                                              | Votes                                                                 | %                                                                     |
|                                                                       | Démocrate                                                             | Carol Blood                                                           | 31 808                                                                | 86,4                                                                  |

| Élection de 2024 du 1er district congressionnel du Nebraska | Élection de 2024 du 1er district congressionnel du Nebraska | Élection de 2024 du 1er district congressionnel du Nebraska | Élection de 2024 du 1er district congressionnel du Nebraska | Élection de 2024 du 1er district congressionnel du Nebraska |
| ----------------------------------------------------------- | ----------------------------------------------------------- | ----------------------------------------------------------- | ----------------------------------------------------------- | ----------------------------------------------------------- |
| Parti                                                       | Parti                                                       | Candidat                                                    | Votes                                                       | %                                                           |
|                                                             | Républicain                                                 | Mike Flood (sortant)                                        | 187 559                                                     | 60,10                                                       |
|                                                             | Démocrate                                                   | Carol Blood                                                 | 124 498                                                     | 39,90                                                       |
| Total des votes                                             | Total des votes                                             | Total des votes                                             | 312 057                                                     | 100 %                                                       |
|                                                             | Les Républicains conservent                                 |                                                             |                                                             |                                                             |

## Frontières historiques du district
1. ↑  (en) nebraskalegislature.com, « Nebraska Legislature - Maps Clearinghouse »
2. ↑  (en) The Cook Political Report, « Partisan Voting Index – Districts of the 115th Congress »
3. ↑  (en) « MIKE FLOOD WINS NEBRASKA CONGRESSIONAL SEAT »
4. 1 2  (en) Robert B. Evnen, « 2022 General Canvass Book »
5. ↑  (en) CNN, « 2024 Nebraska Republican Primary »
6. ↑  (en) CNN, « 2024 Nebraska Democratic Primary »

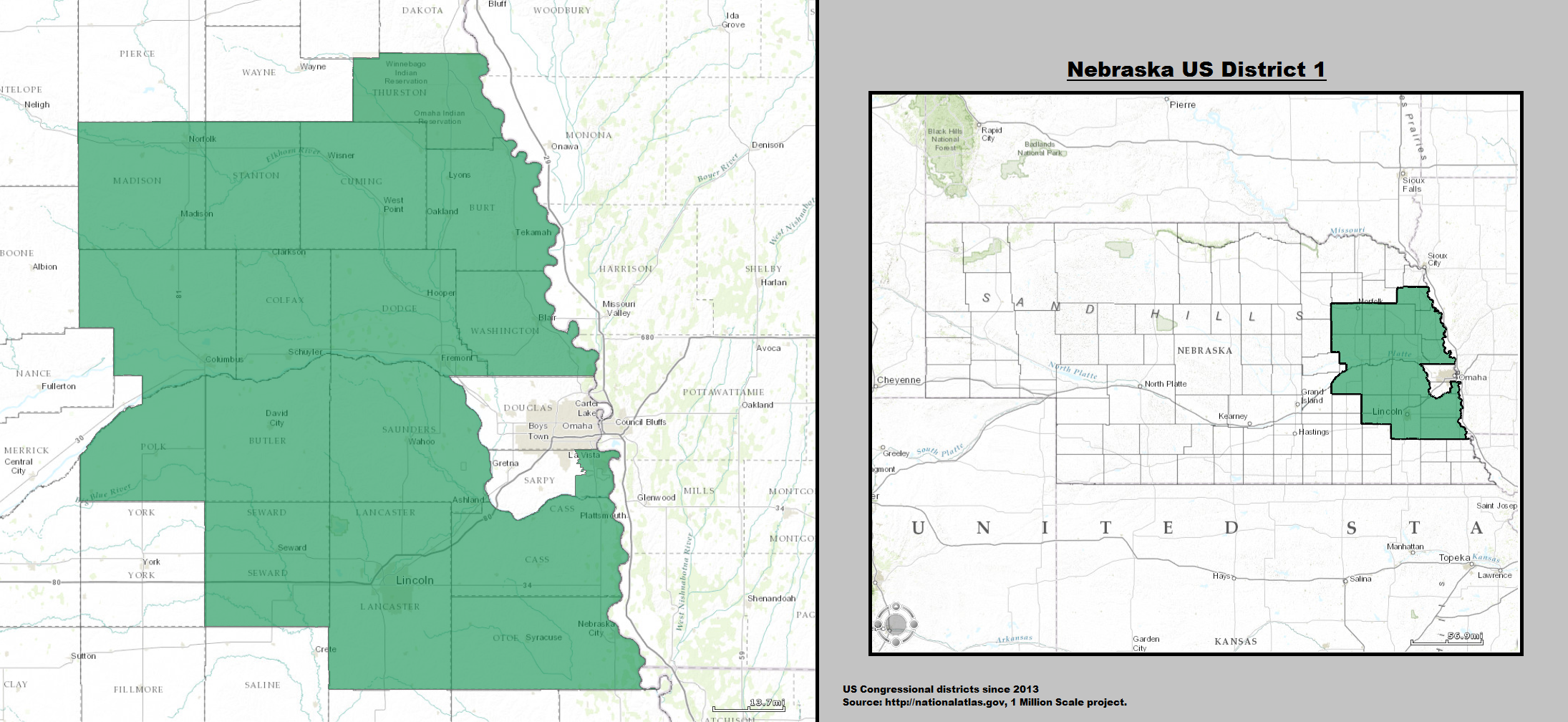
2013 - 2023

- Martis, Kenneth C. (1989). The Historical Atlas of Political Parties in the United States Congress. New York: Macmillan Publishing Company
- Martis, Kenneth C. (1982). The Historical Atlas of United States Congressional Districts. New York: Macmillan Publishing Company
- Congressional Biographical Directory of the United States 1774–present